# Nathan Gaither
Nathan Gaither (* 15. September 1788 bei Mocksville, Davie County, North Carolina; † 12. August 1862 in Columbia, Kentucky) war ein US-amerikanischer Politiker. Zwischen 1829 und 1833 vertrat er den Bundesstaat Kentucky im US-Repräsentantenhaus.

## Werdegang
Nathan Gaither besuchte nach der Vorschule das Bardstown College. Nach einem anschließenden Medizinstudium am Jefferson Medical College und seiner Zulassung als Arzt begann er in Columbia in seinem neuen Beruf zu praktizieren. Während des Britisch-Amerikanischen Krieges von 1812 war er als Assistant Surgeon im medizinischen Dienst der Streitkräfte eingesetzt. Nach dem Krieg begann Gaither eine politische Laufbahn. Zwischen 1815 und 1818 war er Abgeordneter im Repräsentantenhaus von Kentucky. In den 1820er Jahren schloss er sich der Bewegung um den späteren US-Präsidenten Andrew Jackson an und wurde Mitglied der von diesem 1828 gegründeten Demokratischen Partei.
Bei den Kongresswahlen des Jahres 1828 wurde Gaither im achten Wahlbezirk von Kentucky in das US-Repräsentantenhaus in Washington, D.C. gewählt, wo er am 4. März 1829 die Nachfolge von Richard Aylett Buckner antrat. Nach einer Wiederwahl konnte er bis zum 3. März 1833 zwei Legislaturperioden im Kongress absolvieren. Seit dem Amtsantritt von Präsident Jackson im Jahr 1829 wurde innerhalb und außerhalb des Kongresses heftig über dessen Politik diskutiert. Dabei ging es um die umstrittene Durchsetzung des Indian Removal Act, den Konflikt mit dem Staat South Carolina, der in der Nullifikationskrise gipfelte, und die Bankenpolitik des Präsidenten.
Bei den Wahlen des Jahres 1832 unterlag Gaither seinem Parteikollegen Patrick H. Pope. In der Folge zog er sich weitgehend aus der Politik zurück. Erst im Jahr 1849 kehrte er als Delegierter auf einer Versammlung zur Überarbeitung der Verfassung von Kentucky auf die politische Bühne zurück. Zwischen 1855 und 1857 war er erneut Abgeordneter im Repräsentantenhaus von Kentucky. Hauptberuflich war er in all diesen Jahren als Arzt tätig. Nathan Gaither starb am 12. August 1862 in Columbia und wurde dort auch beigesetzt.